# Kerstin Engström-Silvander
Kerstin Engström-Silvander, född 14 juli 1916 i Gustav Vasa församling i Stockholm, död 26 juli 1992 i Nacka församling, var en svensk konstnär och bokillustratör.
Engström-Silvander studerade vid Tekniska skolan 1932–1933, Konstfackskolan 1933–1934 och 1936–1937 samt vid Edvin Ollers målarskola 1943. Hon medverkade bland annat i samlingsutställningarna Unga tecknare på Nationalmuseum. Vid sidan av sitt eget skapande arbetade hon som bokillustratör.
Hon föddes som dotter till arkitekt Ivar Engström och hans maka, född Zetterlund, och gifte sig 20 september 1942 med ingenjör Sture Silvander i Seglora kyrka.